# Hidroelektrana Vau i Dejës
Vau i Dejës naziv je hidroelektrane u Albaniji, na rijeci Drim. Nalazi se pored naselja Vau-Dejës.
Ima 5 turbina kineske proizvodnje, svaka s nominalnim kapacitetom od 52 megavata. Ukupni kapacitet je 260 MW. Završena je 1973. godine. Trenutno je obnavlja hrvatska tvrtka Končar.